# Mario Angelo
Mario Angelo (* 15. Dezember 1950 in Graz; † 18. August 2015 in Köln) war ein österreichischer Autor, Drehbuchautor und Regisseur.

## Leben
Mario Angelos schriftstellerischer Weg begann als 17-Jähriger in seiner Heimatstadt Graz („gymnasialer Pubertätslyriker“). Bei ersten Experimenten mit dem Medium Rundfunk im Landesstudio Steiermark des ORF, entdeckte er als Autor von Programmbeiträgen die Möglichkeiten akustischen Erzählens.
Eine Einladung des WDR führte Angelo 1970 nach Köln, wo er mehrere hundert Sendungen für deutschsprachigen Funk- und Fernsehsender als Hörstücke und Hörspiele, Features und Dokumentationen, Essays und Feuilletons, Fernsehtheaterproduktionen und Kulturprogramme realisiert hat. Er zählte zum Autorenstamm der WDR-Rundfunkformate "Radiothek" und "Kritisches Tagebuch". Für sein gemeinsam mit Frank Grützbach realisiertes Radioprojekt "Stadt ohne Gedächtnis" lebte Angelo 1977 mehrere Monate in der Kölner Trabantenstadt Chorweiler.
Nach Recherche über die Geschichte des Varietés, begann Angelo, sich in eigenen Bühnen- und Manegenarbeiten mit der Idee eines Varietés und Zirkus' auseinanderzusetzen. Der Autor und Regisseur schrieb und inszenierte für Bühne und Fernsehen Shows, in denen er Spielarten darstellender Kunst multimedial zusammenführte ("Die Kunst der Täuschung" (1984), "Welt ohne Schwerkraft" (1986), "Zauber Zauber" (1986)). Mit seinem Manegentheaterspektakel "Domino - Ein Circus" realisierte Mario Angelo 1982 eine zeitgenössische Zirkusinszenierung ohne nostalgische Anleihen.
Neben seiner Radioarbeit gestaltete Angelo als Autor und Regisseur im Auftrag von Kultureinrichtungen, Showunternehmen, Werbeagenturen und Theatern Produktionen für Bühne, Manege und Film. So setzte er für die Weltausstellung 1992 in Sevilla als deutschen Kulturbeitrag das Stück "Mai zwei drei" in Szene; oder 1994 eine nächtliche Open-Air-Inszenierung auf dem Main zum 1200-jährigen Stadtjubiläum von Frankfurt. In Las Vegas entwickelte er Konzepte für Themenhotels und deren Shows.
Als Regisseur der Kabarettistin und Chansonsängerin Tina Teubner erarbeitete er mit ihr deren Solo-Programme "Nachtwut" (1998) und "Ich. Um nur einige zu nennen" (2000), für die Tina Teubner mit dem Westspitzenpreis, dem Deutschen Kleinkunstpreis und dem Deutschen Kabarettpreis ausgezeichnet wurde.
Zwischen 2001 und 2007 wurden seine dreistündigen Hör-/Kunst-/Stücke am Samstagnachmittag im WDR-Kulturradio "WDR 3.pm von mit Mario Angelo" gesendet. "Eng ist die Welt und das Gehirn ist weit - Selbstbilder eines Zentralorgans", eines dieser 47 Radiostücke wurde mit einer Gold WorldMedal ("The World's Best Work") bei den "23rd Annual Radio Programming and Promotion Awards 2004" des New York Festivals ("Radio Oscars") ausgezeichnet. 2007 gründete Angelo mit seiner Produzentin und Regisseurin Katja Teubner das Webportal hellhörer.de als Plattform für akustisches Erzählen.
2009 schuf Angelo für ein gemeinsames Projekt mit dem Komponisten und Dirigenten Rupert Huber und dem Hip-Hop-Duo Maeckes & Plan B eine Neuübersetzung und Bearbeitung des von Robert Schumann vertonten dramatischen Gedichts "Manfred" von Lord Byron. Sein konzertantes Hörspiel "Manfred - Herz Bauch Kopf" wurde unter seiner Regie im Juni 2009 mit dem WDR Rundfunkorchester Köln, dem WDR Rundfunkchor Köln und einem Ensemble von Schauspieler mit Markus Scheumann, Claude De Demo, Patrycia Ziółkowska in Köln und Münster aufgeführt.

## Werke (Auswahl)
- Hörfunk (Auswahl)
  - WDR 3.pm von und mit Mario Angelo (Auswahl)
    - Marionetten, Monster, Maschinen – Von Parallelmenschen & anderen künstlichen Doppelgängern (20. Oktober 2001)
    - Planet Vegas – virtuos, visionär, virtuell – Szenen von einem anderen Stern (9. Februar 2002)
    - Eng ist die Welt und das Gehirn ist weit - Selbstbilder eines Zentralorgans (13. Dezember 2003)
    - Nicht wirklich! - Vom wahren Leben in der anderen Realität (3. April 2004)
    - Eine einfache Geschichte – Ewig – was sonst? – die Liebe! (23. April 2005)
    - Ich ist ein anderer – Identität/en im Zeitalter ihrer technischen Reproduzierbarkeit (24. September 2005)
    - Zwei Seelen, ach ... – Mitten unter uns: die Kraft, die stets das Böse will und stets das Gute schafft (24. Juni 2006)

- - Hörspiele (Auswahl)
    - Funkhausreport, WDR, 1975
    - Funkhausreport, HR, 1975
    - Stadt ohne Gedächtnis, WDR, 1977 mit Frank Grützbach
    - Oh oh, Varieté!, DLF, 1979
    - Welt ohne Schwerkraft, WDR, 1981
    - Domino – (K)ein Circus, WDR, 1984
    - Rundfunkpäpste im Radiohimmel, Satirische Hörspielreihe, hellhörer 2009

- Bühne (Auswahl)
  - "Domino - Ein Circus", München, 1982 (Buch & Regie)
  - "Die Kunst der Täuschung", Köln, 1984 (Buch & Regie)
  - "Zauber Zauber", 1986 (Buch)
  - "Welt ohne Schwerkraft", Köln, 1986 (Buch & Regie)
  - "Mai zwei drei", Sevilla, 1992 (Regie)
  - "Und dann und wann ein weißer Elephant. Ein kabarettistisches Märchen", 1995 (Regie)
  - "WolkenPelzTier. Von Hysterie und Größenwahn", 1997 (Regie)
  - "Nachtwut", 1998 (Regie)
  - "Ich. Um nur einige zu nennen", 2000 (Regie)
  - "Manfred - Herz Bauch Kopf". Konzertantes Hörspiel mit der Bühnenmusik von Robert Schumann nach der Vorlage von Lord Byron. Uraufführung mit dem WDR Rundfunkorchester Köln und dem WDR Rundfunkchor Köln, Maeckes & Plan B und einem Schauspielerensemble am 5. Juni 2009 beim WDR-Musikfest, Münster (Buch & Regie)

- Industrieshows (Auswahl)
  - "Jahrhundertrevue", Bottrop 1993, Auftraggeber: Tengelmann (Buch & Regie)
  - "Panta Rhei", Sardinien 1994, Auftraggeber: Lancaster New York (Buch & Regie)
  - "Heaven", Sardinien 1994, Auftraggeber: Lancaster New York (Buch & Regie)
  - "A star is born", Cannes 1996, Auftraggeber: Volkswagen (Buch & Regie)

- Film/Fernsehen (Auswahl)
  - "Die Kunst der Täuschung", WDR, 1984 (Buch)
  - "Welt ohne Schwerkraft", WDR, 1986 (Buch)
  - "Garten/Landschaft/Kunst", inter nationes, 1989 (Buch & Regie)
  - "Zarathustra", 1991 von Bonger Voges, Kanal 4 (Regie)

- Hörbücher (Auswahl)
  - "Lügen lernen – Wer möchte schon ich sein?", 2007 (Schallillustrierte Erzählungen Nr. 1) – ISBN 978-3-9806941-5-5
  - "Ich versteh Dich nicht! - Ich mich auch nicht! – Aus den Einbahnstraßen der Verständigung", 2007 (Schallillustrierte Erzählungen Nr. 2) – ISBN 978-3-9806941-6-2
  - "Identitäter – Ich und kein Ende", 2007 (Schallillustrierte Erzählungen Nr. 3) – ISBN 978-3-9806941-7-9
  - "Die Zeit heilt alle Wunder - Erinnerungsvirtuosen und andere Gedächtnisbeschwerer" 2008 (Schallillustrierte Erzählungen Nr. 4) – ISBN 978-3-9806941-8-6
  - "Traum ist in der kleinsten Hütte - Pulsierende Eskapaden des Bewußtseins", 2008 (Schallillustrierte Erzählungen Nr. 5) – ISBN 978-3-9812418-0-8